# كوتارو يوشيدا
كوتارو يوشيدا (باليابانية: 吉田鋼太郎؛ بالكانا: よしだ こうたろう) هو رائد وممثل ياباني، ولد في 14 يناير 1959 في طوكيو في اليابان.

## أعمال

### مسلسلات
- هانزاوا ناوكي

## وصلات خارجية
- كوتارو يوشيدا على موقع IMDb (الإنجليزية)
- كوتارو يوشيدا على موقع قاعدة بيانات الفيلم (الإنجليزية)